# Überwachungsdruck
Unter Beobachtungsdruck leidet derjenige, der überwacht wird. Er wird in seiner Freiheit und Unbeschwertheit beeinträchtigt. Ein Überwachungsdruck ist bereits gegeben, wenn der Betroffene glaubt, überwacht zu werden oder dies zumindest nicht ausschließen kann, und dadurch sich in seiner Freiheit und Unbeschwertheit beeinträchtigt fühlt.

## Stalking
Das Überwachen durch Privatpersonen wird als Stalking bezeichnet. Der § 238 StGB stellt diese Form des Nachstellens und der Überwachung in Deutschland unter Strafe.

## Kriminalitätsbekämpfung
Als Mittel der Kriminalitätsbekämpfung hat sich der Überwachungsdruck nicht bewährt. Hier führt ein Beobachtungsdruck – egal ob durch direkte Überwachung oder per Videoüberwachung aus der Ferne – lediglich zu einer Verlagerung der Kriminalität in weniger überwachte Gebiete.

## Videoüberwachung
Bei einer Videoüberwachung besteht ein vormals ungewöhnliches, asymmetrisches Verhältnis zwischen Beobachter und Beobachteten, denn die Beobachteten können die Beobachter nicht sehen. Aus diesem Grund wissen sie nicht, ob sie tatsächlich beobachtet werden. Es ist auch in aller Regel unklar, ob die Daten aus der Videoüberwachung aufgezeichnet werden, wer sich diese Aufnahmen wann anschaut und wann sie wieder gelöscht werden.

## Erfolge
Ein Überwachungsdruck fördert den Rückzug ins Private und erzwingt normenkonformes Verhalten. Personen können in der freien Entfaltung ihrer Persönlichkeit gehemmt werden. So können zum Beispiel Versammlungen auf überwachten, öffentlichen Plätzen oder ähnliches gemieden werden, sofern die Person dabei registriert und möglicherweise für ihre Teilnahme von Dritten kritisiert werden könnte. Die theoretische Möglichkeit, dass fremde Personen Zugriff auf die eigenen Kommunikationswege haben, z. B. in Form einer anlassunabhängigen Internetüberwachung, genügt meist um das Kommunikationsverhalten, auch unbewusst, zu verändern („Schere im Kopf“).

## Gesundheitliche und soziale Folgen
Ein Großteil der Betroffenen leidet unter vegetativen Erscheinungen, wie etwa Unruhe (Schreckhaftigkeit), Kopfschmerzen, Angstsymptomen, Schlafstörungen und Magenbeschwerden und einer daraus resultierenden geistigen und körperlichen Erschöpfung. Viele sind schnell gereizt und reagieren dann situationsbedingt unbegründet aggressiv. Ein nicht geringer Teil der Opfer leidet unter depressiven Verstimmungen, einige darunter unter Depressionen.
Vor allem bei Opfern, denen aufgelauert wird, oder die körperlich bedroht und verfolgt werden, zeigen sich rasch tendenziell pathogene Verhaltensmuster, wie etwa Vermeidungsverhalten, Abkapselung (Vereinsamung) oder Kontrollverhalten. So, wie der Täter auf sein Opfer fixiert ist, ist durch die als lästig und als unberechenbare Bedrohung empfundene Situation auch das Opfer auf den Überwachenden fixiert.
Nach langer und intensiver Verfolgung kann unter Umständen eine Posttraumatische Belastungsstörung auftreten, wie sie vergleichsweise bei Soldaten nach unmenschlichen Kriegserlebnissen vorkommen kann, die diese psychisch nicht verarbeiten konnten.

## Beobachtungsdruck und Überwachungsstaat
Die Intensität von Beobachtungs- und Überwachungsdruck kann auch ein sozialer Indikator für das Vorhandensein und die soziale Intensität eines Überwachungs- und Präventionsstaates sein. Dieser argumentiert häufig so, dass Personen, die sich nichts zuschulden kommen ließen, auch nichts zu befürchten hätten, und stellt damit Überwachungsgegner wie alle anderen Bürger grundsätzlich unter den Verdacht, straffällig zu sein. Siehe auch: Gefahrenabwehr und Unschuldsvermutung im Gefahrenabwehrrecht.